# Sean Maguire
Sean Maguire (Ilford, Essex; 18 de abril de 1976) es un actor y cantante inglés, que saltó a la fama en 1988, a la edad de once años, cuando asumió el papel de "Tegs" Ratcliffe en el drama de los niños de la BBC Grange Hill, donde permaneció hasta 1992. Poco después de salir de Grange Hill, interpretó a Aidan Brosnan en Gente de Barrio. Interpretó a Robin Hood en la serie Once Upon a Time.

## Biografía
Maguire ha aparecido en varias películas y tuvo un éxito moderado como cantante. Es conocido en EE. UU. por sus papeles como Donovan Brink en la UPN sitcom Eva, y como Kyle Lendo en la comedia de la CBS The Class. Maguire apareció en la segunda serie de Scott & Bailey como PC Sean McCartney. 
Interpretaba a Robin Hood en la serie de ABC, Érase una vez. Está casado con Tanya Flynn con quien tiene dos hijos y una hija.

## Filmografía

### Películas
| Año  | Película                           | Personaje                  |
| ---- | ---------------------------------- | -------------------------- |
| 1984 | A Voyage Round My Father           | —                          |
| 1983 | Monty Python El sentido de la vida | —                          |
| 1992 | El país del agua                   | Peter                      |
| 2000 | Out of Depth                       | Paul Nixon                 |
| 2001 | Prince Charming                    | Príncipe 'Encantador' John |
| 2005 | El tercer deseo                    | Brandon                    |
| 2007 | The Dukes                          | Dave                       |
| 2007 | L.A. Blues                         | Jack Davis                 |
| 2008 | Casi 300                           | Leonidas                   |
| 2012 | Songs for Amy                      | Sean O'Malley              |

### TV
| Año       | Show                                       | Rol                      | Notas                                                   |  |
| --------- | ------------------------------------------ | ------------------------ | ------------------------------------------------------- |  |
| 1988–1992 | Grange Hill                                | Terence 'Tegs' Ratcliffe | Series regular                                          |  |
| 1991      | Dodgem                                     | Simon Leighton           | 6 partes series                                         |  |
| 1992      | Growing Pains                              | Jason Begley             |                                                         |  |
| 1993      | The Bill                                   |                          | 1 episode: A Better Life                                |  |
| 1993      | EastEnders                                 | Aidan Brosnan            | Series regular                                          |  |
| 1995      | Dangerfield                                | Marty Dangerfield        | Series 1 & 2                                            |  |
| 1997      | Dear Nobody                                | Chris Marshall           |                                                         |  |
| 1997      | A Man of Letters                           | Alan                     |                                                         |  |
| 1999      | Holby City                                 | Darren Ingram            | 2 episodes: Staying Alive (Parts 1 & 2)                 |  |
| 2000      | Sunburn                                    | Lee Wilson               | Series 2                                                |  |
| 2000      | Urban Gothic                               | Jude Redfield            | 1 episode: Thirteen                                     |  |
| 2001–2002 | Off Centre                                 | Euan Pierce              | Series regular                                          |  |
| 2003–2006 | Eve                                        | Donovan Brink            | Series regular                                          |  |
| 2006–2007 | The Class                                  | Kyle Lendo               | Series regular                                          |  |
| 2009      | Cupid                                      | Dave                     | 1 episode: Pilot                                        |  |
| 2009      | Kröd Mändoon and the Flaming Sword of Fire | Kröd Mändoon             | 6 part series                                           |  |
| 2009      | Mister Eleven                              | Dan                      | 2 part series                                           |  |
| 2010      | Cold Case                                  | Phil                     | 1 episode: Two Weddings                                 |  |
| 2010      | CSI: NY                                    | Alex Brodevesky          | 1 episode: The 34th Floor                               |  |
| 2010      | Undercovers                                | Clive                    | 1 episode: Xerxes                                       |  |
| 2011      | Bedlam                                     | Sean                     | 3 episodes                                              |  |
| 2011      | Lovelifes                                  | Blake                    |                                                         |  |
| 2011      | 71 Degrees North                           | Himself                  |                                                         |  |
| 2011      | Death in Paradise                          | Marlon Collins           | 1 episode                                               |  |
| 2012–2013 | Scott & Bailey                             | PC Sean McCartney        | Series 2 & 3                                            |  |
| 2013      | Criminal Minds                             | Thane Parks              | 2 episodes: Brothers Hotchner & The Replicator          |  |
| 2013      | Once Upon a Time in Wonderland             | Robin Hood               | 1 Episode: Forget me Not                                |  |
| 2013–2016 | Once Upon a Time                           | Robin Hood               | Season 3-4 (recurring; 26 episodes), season 5 Main Role |  |
| 2014      | The 7.39                                   | Ryan Cole                | 2 part series                                           |  |
| 2016      | Timeless                                   | Ian Fleming              | Ep.4 Season 1                                           |  |
| 2019      | The 100                                    | Russell Lightbourne      |                                                         |  |

## Discografía

### Álbumes
| Año  | Información                                                                              | UK Album Chart |
| ---- | ---------------------------------------------------------------------------------------- | -------------- |
| 1994 | Sean Maguire - Álbum de debut de estudio - Lanzado: 26 de nov 1994 - Formats: CD, Casete | No.75          |
| 1996 | Spirit - Second studio album - Released: 3 de junio de 1996 - Formats: CD, Casete        | No.43          |
| 1998 | Greatest Hits - Compilation album - Released: 18 de junio de 1998 - Formats: CD, Casete  | —              |

### Simples
| Año  | Simple                     | UK Singles Chart | Álbum            |
| ---- | -------------------------- | ---------------- | ---------------- |
| 1994 | "Someone to Love"          | No.14            | Sean Maguire     |
| 1994 | "Take This Time"           | No.27            | Sean Maguire     |
| 1995 | "Suddenly"                 | No.18            | Sean Maguire     |
| 1995 | "Now I've Found You"       | No.22            | Spirit           |
| 1995 | "You to Me Are Everything" | No.16            | Spirit           |
| 1996 | "Good Day"                 | No.12            | Spirit           |
| 1996 | "Don't Pull Your Love"     | No.14            | Spirit           |
| 1997 | "Today's the Day"          | No.27            | Non-album single |